# Нумер 482
Нумер 482 — украинская рок-группа.
Коллектив был образован в 1998 году в Одессе. Лидером и одним из основателей группы является вокалист Виталий Кириченко, который до этого играл в группе «Мистер Гольф». В начале 1999 года он был приглашён тремя музыкантами группы «К.О.К.С» на должность вокалиста. Он придумал название для коллектива «Сделано в Украине. Качество подтверждено. Нумер 482». Цифрами 482 начинается не только штрих-код украинских товаров, но и телефонный код родного города Одесса, поэтому название поддержали все музыканты.
В 2002 году группа официально переехала в Киев. В 2004 году записывается и выпускается дебютный альбом «Kawai». В 2006 году из группы ушёл ударник Игорь Гортопан. Его заменил Олег «Кузя» Кузьменко. В том же 2006 году группа выпускает второй альбом под названием «Нумер 482». В 2008 году группа становится представителем Украины на Евро-2008 в Женеве (Швейцария). «Нумер 482» были участниками фестивалей «Таврійські ігри», «Чайка», «КоблеВо», «Всегда Великая Россия» (Москва), EuroFoot (Швейцария). Группа имеет два диплома «Книги рекордов Украины». Российская пресса окрестила «Нумер 482» «украинским Red Hot Chili Peppers».
В 2011 году группа приостановила свою деятельность, но в ноябре 2013 года «Нумер 482» вернулись на сцену в обновлённом составе: на смену гитаристу Владимиру Непомящему пришёл Сергей Шевченко, место за ударной установкой, которое раньше принадлежало Олегу Кузьменко, занял Игорь Мережаный. Немного позже Игорь также стал саунд-продюсером группы. Летом 2014 года вышел новый сингл группы «Добрий ранок, Україно», который начал постепенно заполнять эфиры украинских радиостанций и через некоторое время стал хитом и новой визитной карточкой группы.
С августа по ноябрь 2014 года «Нумер 482» приняли участие в волонтёрском туре по Восточной Украине в рамках фестиваля украинской культуры «Із країни в Україну». В феврале 2015 года «Нумер 482» презентовали новый сингл «Важлива», который буквально сразу попал в горячие ротации ведущих радиостанций Украины. В мае 2015 года гитарист Сергей Шевченко покинул группу. На его место был приглашён молодой гитарист Владимир Бузаджи, и в ноябре этого года группа записала очередной сингл под названием «Свобода». 
Осенью 2016 года состав группы снова претерпел изменения. Из-за финансовых разногласий группу покинули барабанщик Игорь Мережаный и гитарист Владимир Бузаджи. При этом Игорь Мережаный остался в качестве саунд-продюсера, в качестве которого он позже принял участие в записи синглов «Коли вона поруч» и «По воді». На смену Владимиру Бузаджи в группу вернулся гитарист Сергей Шевченко, а место барабанщика занял Вадим Зюбин, известный ранее по работе в группе «Борщ». Также группа приняла решение пригласить клавишницу Александру Сайчук. В новом составе группа сделала программу «Poinshomu» и отыграла ряд резонансных концертов в Киеве и Одессе. 
На этом история группы продолжается выпуском миниальбома «Д.Р.У.» (Добрий ранок Україно) в 2018 году, куда вошли 8 песен + электронная версия одноимённого хита. 
Зимой 2020 года «Нумер 482», при поддержке Украинского культурного фонда, выпустили миниальбом под названием «Тест на вагітність», который включал в себя 5 композиций, среди которых две песни — «Запах Свободи» и «Я йду по воді» — были фитами, в которых приняли участие музыкант Руслан Горовой и известная радиоведущая и певица Соня Сотник. Кроме того, особенность данного альбома состояла в том, что ввиду того, что в производстве над каждой песней участвовали разные продюсеры, он получился весьма разнообразным по стилистике и звучанию. 

## Состав группы
- Виталий Кириченко — вокал
- Сергей Шевченко — гитара
- Андрей Карлюга — бас-гитара
- Вадим Зюбин — ударные
- Александра Сайчук — клавиши

### Бывшие участники
- Сергей Шевченко — гитара
- Владимир Бузаджи — гитара
- Игорь Мережаный — ударные
- Вадим Зюбин — ударные
- Олег Кузьменко — ударные
- Владимир Непомящий — гитара
- Игорь Гортопан — ударные

## Дискография

### Альбомы
- Kawai (2004)
- Нумер 482 (2006)

### Видеоклипы
- Стрибай (2002)
- Радіо (2004)
- Не напишу… (2004)
- Серце (2006)
- Iнтуіцiя (2006)
- Hi (2006)
- Трилер (2007)
- Добрий ранок, Україно (2015)